# Kwas asparaginowy
Kwas asparaginowy (łac. Acidum asparticum; skróty: Asp lub D; skróty „Asx” lub „B” oznaczają „kwas asparaginowy lub asparagina”, czyli Asx = [Asp lub Asn]) – organiczny związek chemiczny z grupy aminokwasów białkowych o charakterze kwasowym. Anion karboksylowy tego kwasu (forma anionowa przeważa w warunkach fizjologicznych) to asparaginian.

## Rola w organizmach
Zapotrzebowanie na asparaginian w organizmie człowieka jest w całości pokrywane przez biosyntezę, zatem jest to aminokwas endogenny. Powstaje w reakcji transaminacji ze szczawiooctanu i glutaminianu oraz w cyklu ornitynowym. Uczestniczy w biosyntezie puryn i pirymidyn, jest produktem pośrednim w cyklu Krebsa.

## Zastosowanie w medycynie
Kwas asparaginowy w postaci soli potasowej jest stosowany w zaburzeniach rozwoju dzieci z opóźnionym wzrostem, stanach wyczerpania fizycznego i psychicznego, rekonwalescencji po chorobach i zabiegach chirurgicznych; również jako składnik wielu preparatów odżywczych, w zaburzeniach intelektualnych u osób w podeszłym wieku, w leczeniu zespołu odstawienia opioidów.